# Annemiek Toonen
Antonia Maria Elisabeth (Annemiek) Toonen (Oss, 1955) is een Nederlands voormalig politicus van de PvdA.
Ze was wethouder in Etten-Leur voordat ze in september 1991 benoemd werd tot burgemeester van Warnsveld. In maart 1998 werd ze burgemeester van Culemborg, als indirect opvolgster van Mieke Bloemendaal-Lindhout die burgemeester van Leidschendam was geworden. Begin 2004 kwam ze landelijk in het nieuws toen ze aankondigde dat er harder zou worden opgetreden tegen Marokkaanse probleemjongeren, die volgens haar voor volstrekt onaanvaardbare overlast zorgden.
Later dat jaar waren er felle conflicten binnen de gemeente Culemborg, waarop de gemeenteraad op 28 oktober een motie van wantrouwen aannam tegen het gehele college van burgemeester en wethouders. In november werd Frans Moree door de commissaris van de koningin van Gelderland voor in principe een half jaar benoemd tot waarnemend burgemeester van Culemborg.
In mei nam zij zelf ontslag, waarop Culemborg op zoek kon gaan naar een kroonbenoemde burgemeester. Begin 2007 werd ze zelfstandig bestuursadviseur, waarbij ze zich onder andere ging richten op het coachen van burgemeesters en wethouders maar ook op het adviseren van gemeenteraden. Bovendien is ze zich later ook gaan richten op het functioneren als een intermediair tussen de private sector en de overheid. Augustus 2018 heeft zij haar lidmaatschap van de PvdA beëindigd omdat zij zich niet meer kon vinden in de koers die de partij voert (de).
Na de gemeenteraadsverkiezingen van 2010 werd ze informateur en formateur bij de gemeente Eindhoven.